# 扬娜·安耶洛普洛斯-扎斯卡拉基
扬娜·安耶洛普洛斯-扎斯卡拉基（希腊语：'，1955年12月12日—），出生于希腊伊拉克利翁，希腊政治家、商人，曾任2004年雅典奥运会组委会主席并入选《财富》五十女强人榜单。
安耶洛普洛斯-扎斯卡拉基出身贫寒，毕业于塞萨洛尼基亚里士多德大学法律系。1980年代进入政治领域，从雅典市议员一直做到希腊国会议员。1990年，扎斯卡拉基嫁给航运巨头西奥多·安耶洛普洛斯并开始涉足航运业。
在失去1996年百年奥运会的主办权后，希腊政府宣布正式申办2004年奥运会，安耶洛普洛斯-扎斯卡拉基被任命为申办委员会主席。1997年，雅典成功获得主办权，但扎斯卡拉基却被排斥在奥组委成员之外。直至国际奥委会质疑希腊组委会的赛事组织能力和进展后，扎斯卡拉基才被重新请回并被任命为组委会主席。在扎斯卡拉基的监督下，比赛场馆建设和安保措施在开赛前及时到位。国际奥委会主席胡安·安东尼奥·萨马兰奇和雅克·罗格都对扎斯卡拉基的工作表示了赞扬。
自1994年起，安耶洛普洛斯-扎斯卡拉基一直担任哈佛大学约翰·F·肯尼迪政府学院副院长。1998年，希腊政府授于其无任所大使荣誉。